# Amor e Revolução (álbum)
Amor e Revolução é a trilha sonora da telenovela homônima brasileira, foi lançado em 3 
de maio de 2011. Laércio Ferreira, diretor musical da novela. “Achei (o pedido de censura e de retirada do ar) despropositado, porque a novela é respeitosa com as Forças Armadas, mostrando herói militar e oficiais democratas, a favor da legalidade. Em diversos trechos da novela, há menções favoráveis a militares, evidenciando que nem todos participaram do golpe e da violenta repressão à oposição”, assinala Santiago. “O argumento – prossegue o autor – de que a novela teria qualquer coisa a ver com o saneamento do Banco Panamericano também não procede. A proposta partiu de mim para o SBT e não vice-versa. Comecei os trabalhos antes de saber que havia qualquer problema com o Banco e antes de saber também que presidente Dilma Rousseff seria eleita.” Para o autor de Amor e Revolução, querer tirá-la do ar é “uma iniciativa despropositada, que interessa apenas aos criminosos, torturadores e assassinos, que violaram as convenções de Genebra, nos chamados ’anos de chumbo’ da ditadura militar”. e a capa é estampada com os protagonsitas Graziela Schmitt e Claudio Lins.  A trilha conta com grandes nomes da MPB, com músicas que protestam a ditadura militar.

## Faixas
| N.º | Título                             | Música                                                      | Duração |  |
| 1.  | "Roda Viva (Abertura)"             | MPB4                                                        | 03:41   |  |
| 2.  | "Menino Bonito"                    | Fernanda Takai                                              | 03:00   |  |
| 3.  | "Alegria, Alegria"                 | Caetano Veloso                                              | 02:48   |  |
| 4.  | "Cálice"                           | Pitty e Indireto                                            | 03:40   |  |
| 5.  | "O Que Será? (À Flor da Terra)"    | Chico Buarque (participação de Milton Nascimento)           | 02:42   |  |
| 6.  | "Nossa Canção (Preste Atenção)"    | Banda Vega                                                  | 02:50   |  |
| 7.  | "Este Seu Olhar"                   | Nara Leão                                                   | 03:20   |  |
| 8.  | "London, London"                   | Caetano Veloso                                              | 03:52   |  |
| 9.  | "Coração de Papel"                 | Angela Márcia (participação de Sérgio Reis)                 | 05:04   |  |
| 10. | "Gita"                             | Raul Seixas                                                 | 04:45   |  |
| 11. | "Viola Enluarada"                  | Marcos Valle (participação de Milton Nascimento)            | 05:12   |  |
| 12. | "Apesar de Você"                   | Chico Buarque (participação de coro: MPB4 e Quarteto em Cy) | 04:08   |  |
| 13. | "José (Joseph)"                    | Rita Lee                                                    | 02:42   |  |
| 14. | "Preciso Aprender a Ser Só"        | Elis Regina                                                 | 04:10   |  |
| 15. | "Universo no Teu Corpo"            | Taiguara                                                    | 04:13   |  |
| 16. | "Vem Quente que Eu Estou Fervendo" | Ultraje a Rigor                                             | 02:36   |  |